# Borszewice Kolejowe
Borszewice Kolejowe – wieś w Polsce położona w województwie łódzkim, w powiecie łaskim, w gminie Łask.
W latach 1975–1998 miejscowość administracyjnie należała do województwa sieradzkiego.
Znajduje się tu przystanek kolejowy Borszewice.
Borszewice Kolejowe wraz z Borszewicami Cmentarnymi i Borszewicami Kościelnymi tworzą jedno sołectwo.